# Daniel Nathans
Daniel Nathans (Wilmington, Delaware, 30 de octubre de 1928-Baltimore, Maryland, 16 de noviembre de 1999) fue un microbiólogo y genetista estadounidense. Compartió el Premio Nobel de Fisiología o Medicina de 1978 por el descubrimiento de las enzimas de restricción y su aplicación en el mapeo genético.

## Biografía
Nathans nació en Wilmington, Delaware, el último de los nueve hijos de unos padres inmigrantes rusos judíos, Sarah (Levitan) y Samuel Nathans. Durante la Gran Depresión su padre perdió su pequeño negocio y estuvo en paro durante mucho tiempo.
Nathans asistió a escuelas públicas y luego a la Universidad de Delaware, donde recibió su BS en química en 1950. En 1954 obtuvo el título de MD por la Universidad Washington en San Luis y realizó un internado de un año en la Centro médico Presbiteriano de Columbia con Robert Loeb.
Deseoso de hacer una pausa antes de su residencia médica, Nathans se convirtió en clínico asociado en el Instituto Nacional del Cáncer de los Institutos Nacionales de Salud de Bethesda (Maryland). Allí dividió su tiempo entre el cuidado de pacientes que recibían quimioterapia experimental contra el cáncer y la investigación de tumores de células plasmáticas descubiertos recientemente en ratones, similares al mieloma múltiple humano. Sorprendido por lo poco que se sabía sobre la biología del cáncer, se interesó por la síntesis de proteínas en los tumores de mieloma, y publicó sus primeros trabajos sobre esta investigación.
Nathans regresó al Columbia Presbyterian Medical Center para realizar una residencia de dos años en 1957, de nuevo al servicio de Robert Loeb. Siguió trabajando en el problema de la síntesis de proteínas cuando el tiempo se lo permitía. En 1959, decidió trabajar en la investigación a tiempo completo y se convirtió en investigador asociado en el laboratorio de Fritz Lipmann en la Universidad Rockefeller de Nueva York.

## Trayectoria
En 1962, Nathans llegó a la Universidad Johns Hopkins como profesor adjunto de microbiología. Fue ascendido a profesor asociado en 1965 y a catedrático en 1967.
En 1981, el departamento de microbiología pasó a denominarse departamento de biología molecular y genética. En 1982, ocupó diversos cargos de liderazgo en la Universidad Johns Hopkins, incluyendo el de director del Departamento de Microbiología (1972-1982), Catedrático de la Universidad, cargo que ocupó hasta su muerte en 1999. También se convirtió en investigador principal de la unidad del Instituto Médico Howard Hughes en la Universidad Johns Hopkins en 1982. De 1995 a 1996, Nathans fue presidente interino de la Universidad Johns Hopkins.
Nathans permaneció en Johns Hopkins hasta su jubilación, y sólo se fue durante un año en 1969, para ser académico de la Sociedad Estadounidense del Cáncer en el Instituto Weizmann de Ciencias en Rehovot (Israel).
El trabajo más notable de Nathans se centró en el estudio de las enzimas de restricción y su aplicación en la genética molecular. 
Usó la enzima de restricción aislada de una bacteria con la ayuda de Hamilton O. Smith, para investigar la estructura del ADN de un virus símico denominado Papovirus SV-40, el virus más simple conocido que causa cáncer. Este hallazgo llevó al desarrollo de la técnica de mapeo de restricción, que permite determinar la ubicación de genes específicos en una molécula de ADN. Nathans aplicó esta técnica para crear el primer mapa de restricción de un genoma viral, el del SV40, lo que sentó las bases para la manipulación genética moderna. La construcción de un mapa genético del virus derivado de estas investigaciones, fue la primera aplicación de las enzimas de restricción en la identificación de las bases moleculares del cáncer. Compartiendo así, con Hamilton Smith y Werner Arber, el premio Nobel de 1978.
El legado de Daniel Nathans en el campo de la biología molecular es innegable. Sus investigaciones sobre las enzimas de restricción y el mapeo genético abrieron nuevas vías para el estudio y manipulación del ADN, sentando las bases para el desarrollo de la ingeniería genética moderna y contribuyendo significativamente al avance de la ciencia biomédica. Su trabajo también jugó un papel importante en el desarrollo de pruebas prenatales para enfermedades genéticas como la fibrosis quística y la anemia de células falciformes.

## Premios y reconocimientos
El trabajo pionero de Daniel Nathans fue ampliamente reconocido por la comunidad científica:
- En 1978, recibió el Premio Nobel de Fisiología o Medicina, compartido con Werner Arber y Hamilton Smith, por el descubrimiento de las enzimas de restricción y su aplicación en genética molecular.
- Fue galardonado con la Medalla Nacional de Ciencias de Estados Unidos en 1993.
- Recibió el Premio de la Fundación Gairdner en 1967.
Tras la muerte de Nathans en 1999, el Instituto McKusick-Nathans de Medicina Genética de Johns Hopkins recibió su nombre en su honor y en honor del genetista Victor A. McKusick.